# Armando Picchi
Armando Picchi, född 20 juni 1935 i Livorno och död 27 maj 1971 i Sanremo, var en italiensk fotbollsspelare och tränare. Han var lagkapten för Inter under klubbens storhetstid på 1960-talet. Stadio Armando Picchi i Livorno är uppkallad efter honom.

## Spelarkarriär
Armando Picchi inledde sin karriär med sin hemstads lag Livorno i Serie C. 1959 flyttade han för en säsong till SPAL innan han 1960 hamnade i Inter.
Det var i Inter han kom att skörda sina strösta framgångar som spelare. Han hade tidigare under karriären spelat som ytterback eller yttermittfältare, men 1961-62 placerade tränaren Helenio Herrera honom som libero, den position han oftast förknippas med. När tidigare lagkaptenen Bruno Bolchi flyttade till Verona 1963 tog Picchi över bindeln. Med Picchi som kapten vann Inter Europacupen både 1964 och 1965 och ligan både 1964-65 och Serie A 1965/1966. De vann även Interkontinentala cupen 1964 och 1965. Det är denna era i klubbens historia som brukar kallas ’’Grande Inter’’.
Efter framgångarna med Inter flyttade Picchi till Varese 1967 och spelade där två säsonger innan han avslutade spelarkarriären.

### Landslag
Picchi debuterade för Italien 1964 och under de kommande fyra åren samlade han på sig 12 landskamper.

## Tränarkarriär
I samband med att Picchi avslutade spelarkarriären började han istället arbeta som tränare. Först i Varese och därefter i moderklubben Livorno, innan han 1970 fick chansen att träna Juventus.  Picchis karriär slutade dock i förtid, då han redan våren 1971 avled i cancer.